# Соль-Ілецький міський округ
Соль-Іле́цький міський округ (рос. Соль-Илецкий городской округ) — міський округ у складі Оренбурзької області Російської Федерації.
Адміністративний центр — місто Соль-Ілецьк.

## Географія
Соль-Ілецький район розташований на півдні Оренбурзької області та межує: на заході — з Ілецьким, на півночі — з Оренбурзьким і Біляєвським, на сході — з Акбулацьким районами області. На півдні району проходить державний кордон Росії з Казахстаном.

## Історія
Соль-Ілецький район утворено 30 травня 1927 року. До нього 3 квітня 1959 року було приєднано територію ліквідованого Буранного району.
2005 року Соль-Ілецький район отримав статус муніципального, місто Соль-Ілецьк повернуто до його складу. 2016 року Соль-Ілецький район перетворено в міський округ, при цьому були ліквідовані усі поселення — 1 міське та 21 сільське:
| Поселення                      | Площа, км² | Населення, осіб (2002) | Населення, осіб (2010) | Населені пункти                                                                                       |
| ------------------------------ | ---------- | ---------------------- | ---------------------- | --- |
| Соль-Ілецьке міське поселення  | -          | 26883                  | 28377                  | місто Соль-Ілецьк                                                                                     |
| Боєвогорська сільська рада     | -          | 1350                   | 1221                   | село Боєва Гора, селища 23 км, Маячна, хутори Корольки, Роте-Фане, Чкаловський                        |
| Буранна сільська рада          | -          | 1629                   | 1422                   | село Буранне, селище Базирово, хутір Запальне                                                         |
| Ветлянська сільська рада       | -          | 992                    | 999                    | село Ветлянка                                                                                         |
| Григор'євська сільська рада    | -          | 3176                   | 2904                   | село Григор'євка, селища 26 км, 27 км, Казанка, Чашкан, станційне селище Чашкан, присілок Возрожденіє |
| Дружбинська сільська рада      | -          | 801                    | 710                    | село Дружба, селище Розенберг                                                                         |
| Ізобільна сільська рада        | -          | 1786                   | 1561                   | село Ізобільне, селище Цвіллінга                                                                      |
| Кумакська сільська рада        | -          | 978                    | 973                    | село Кумакське                                                                                        |
| Линьовська сільська рада       | -          | 1728                   | 1410                   | село Линьовка, селище Уютний, хутір Каблово                                                           |
| Михайловська сільська рада     | -          | 844                    | 865                    | села Біляєвка, Михайловка, Смирновка                                                                  |
| Новоілецька сільська рада      | -          | 1129                   | 887                    | село Новоілецьк, селища Круті Горки, Тираж                                                            |
| Первомайська сільська рада     | -          | 1725                   | 1263                   | села Єгінсай, Первомайське, аул Талди-Кудук                                                           |
| Перовська сільська рада        | -          | 923                    | 802                    | села Мещеряковка, Перовка                                                                             |
| Покровська сільська рада       | -          | 927                    | 738                    | село Покровка                                                                                         |
| Приміська сільська рада        | -          | 1301                   | 1344                   | селища Дом Інвалідів, Шахтний                                                                         |
| Саратовська сільська рада      | -          | 1750                   | 1745                   | село Саратовка, селища 24 км, Денний, Ілецьк Другий, Кирпичний Завод                                  |
| Тамар-Уткульська сільська рада | -          | 1060                   | 978                    | село Тамар-Уткуль                                                                                     |
| Троїцька сільська рада         | -          | 531                    | 304                    | села Івановка, Троїцьк                                                                                |
| Трудова сільська рада          | -          | 803                    | 780                    | село Трудове                                                                                          |
| Угольна сільська рада          | -          | 1040                   | 938                    | села Сухорічка, Угольне, селище 25 км                                                                 |
| Цвіллінгська сільська рада     | -          | 1239                   | 851                    | селища Дивнопольє, Землянський                                                                        |
| Червономаякська сільська рада  | -          | 2713                   | 2729                   | села Ащебутак, Єлшанка, селища Маякське, Малопрудне, Рокитне                                          |

## Населення
Населення — 50963 осіб (2019; 53801 в 2010, 55308 у 2002).

## Населені пункти
| №  | Населений пункт          | Населення, осіб (2002) | Населення, осіб (2010) |
| -- | ------------------------ | ---------------------- | ---------------------- |
| 1  | 23 км, селище            | 17                     | 25                     |
| 2  | 24 км, селище            | 25                     | 14                     |
| 3  | 25 км, селище            | 48                     | 46                     |
| 4  | 26 км, селище            | 18                     | 4                      |
| 5  | 27 км, селище            | 9                      | 0                      |
| 6  | Ащебутак, село           | 638                    | 700                    |
| 7  | Базирово, селище         | 9                      | 0                      |
| 8  | Біляєвка, село           | 205                    | 180                    |
| 9  | Боєва Гора, село         | 721                    | 653                    |
| 10 | Буранне, село            | 1565                   | 1418                   |
| 11 | Ветлянка, село           | 992                    | 999                    |
| 12 | Возрожденіє, присілок    | 245                    | 207                    |
| 13 | Григор'євка, село        | 1660                   | 1536                   |
| 14 | Денний, селище           | 1                      | 4                      |
| 15 | Дивнопольє, селище       | 1039                   | 742                    |
| 16 | Дом Інвалідів, селище    | 541                    | 573                    |
| 17 | Дружба, село             | 799                    | 710                    |
| 18 | Єгінсай, село            | 467                    | 300                    |
| 19 | Єлшанка, село            | 501                    | 526                    |
| 20 | Запальне, хутір          | 55                     | 4                      |
| 21 | Землянський, селище      | 200                    | 109                    |
| 22 | Івановка, село           | 149                    | 48                     |
| 23 | Ізобільне, село          | 1433                   | 1283                   |
| 24 | Ілецьк Другий, селище    | 107                    | 106                    |
| 25 | Каблово, хутір           | 63                     | 37                     |
| 26 | Казанка, селище          | 401                    | 356                    |
| 27 | Кирпичний Завод, селище  | 578                    | 543                    |
| 28 | Корольки, хутір          | 25                     | 7                      |
| 29 | Круті Горки, селище      | 22                     | 25                     |
| 30 | Кумакське, село          | 978                    | 973                    |
| 31 | Линьовка, село           | 1572                   | 1307                   |
| 32 | Малопрудне, селище       | 576                    | 457                    |
| 33 | Маякське, селище         | 957                    | 1032                   |
| 34 | Маячна, селище           | 454                    | 432                    |
| 35 | Мещеряковка, село        | 448                    | 352                    |
| 36 | Михайловка, село         | 472                    | 498                    |
| 37 | Новоілецьк, село         | 1089                   | 862                    |
| 38 | Первомайське, село       | 1108                   | 917                    |
| 39 | Перовка, село            | 475                    | 450                    |
| 40 | Покровка, село           | 927                    | 738                    |
| 41 | Розенберг, селище        | 2                      | 0                      |
| 42 | Рокитне, селище          | 41                     | 14                     |
| 43 | Роте-Фане, хутір         | 66                     | 60                     |
| 44 | Саратовка, село          | 1039                   | 1078                   |
| 45 | Смирновка, село          | 167                    | 187                    |
| 46 | Соль-Ілецьк, місто       | 26883                  | 28377                  |
| 47 | Сухорічка, село          | 108                    | 85                     |
| 48 | Талди-Кудук, аул         | 150                    | 46                     |
| 49 | Тамар-Уткуль, село       | 1060                   | 978                    |
| 50 | Тираж, селище            | 18                     | 0                      |
| 51 | Троїцьк, село            | 382                    | 256                    |
| 52 | Трудове, село            | 803                    | 780                    |
| 53 | Угольне, село            | 887                    | 807                    |
| 54 | Уютний, селище           | 93                     | 66                     |
| 55 | Цвіллінга, селище        | 353                    | 278                    |
| 56 | Чашкан, селище           | 633                    | 633                    |
| 57 | Чашкан, станційне селище | 210                    | 168                    |
| 58 | Чкаловський, хутір       | 67                     | 44                     |
| 59 | Шахтний, селище          | 760                    | 771                    |

## Господарство
Головне мінеральне багатство району — великі поклади кухонної солі. Найбільше розробляється родовище — Ілецьке. Також є резервні родовища.

### Пам'ятка
- Урочище Святий камінь — територія, на якій розкидані брили кварцових пісковиків заввишки до 2,5 метрів.